# Antonio Pecorara
Antonio Pecorara fue el seudónimo de José Rotunno Garrido (Región del Bio-Bio, Chile, 21 de mayo de 1935 - íd, 6 de febrero de 2024), escritor y periodista chileno radicado en Argentina. 

## Biografía
Estudió Letras en la Universidad de Chile y sus primeros cuentos fueron emitidos en el programa Cuentos de Chile 1980 por Radio Universidad de Concepción. Establecido temporalmente en la ciudad nortina de Copiapó, colaboró como periodista gráfico en el diario Atacama con artículos locales para su columna Partículas Copiapinas. Ahí, fue publicado su primer libro de cuentos, Cuentos de Copiapó (1983), bajo la intendencia del general Alejandro González, que había fomentado manifestaciones artísticas y el trabajo individual-colectivo en faenas de extracciones auríferas en las cuales trabajó Pecorara, y cuyas experiencias quedaron reflejadas en este libro. 
Radicado definitivamente en Buenos Aires, en 2013 presentó su segundo libro de cuentos, La matemática leyenda del profesor Missioni, todos ambientados en Argentina con excepción del relato Sabotaje. De prosa clara y amena, relató la subyacencia de valores sociales de raigambre popular y realista.
En 2015, el autor presentó un libro de cuentos, Una promesa en Malvinas.
Falleció a los 88 años en su país natal, pobre y olvidado, a donde se había radicado unos meses atrás. Sus restos fueron inhumados al día siguiente en el cementerio N.º 1 de Tomé.